# مجمع التعدين والكيماويات

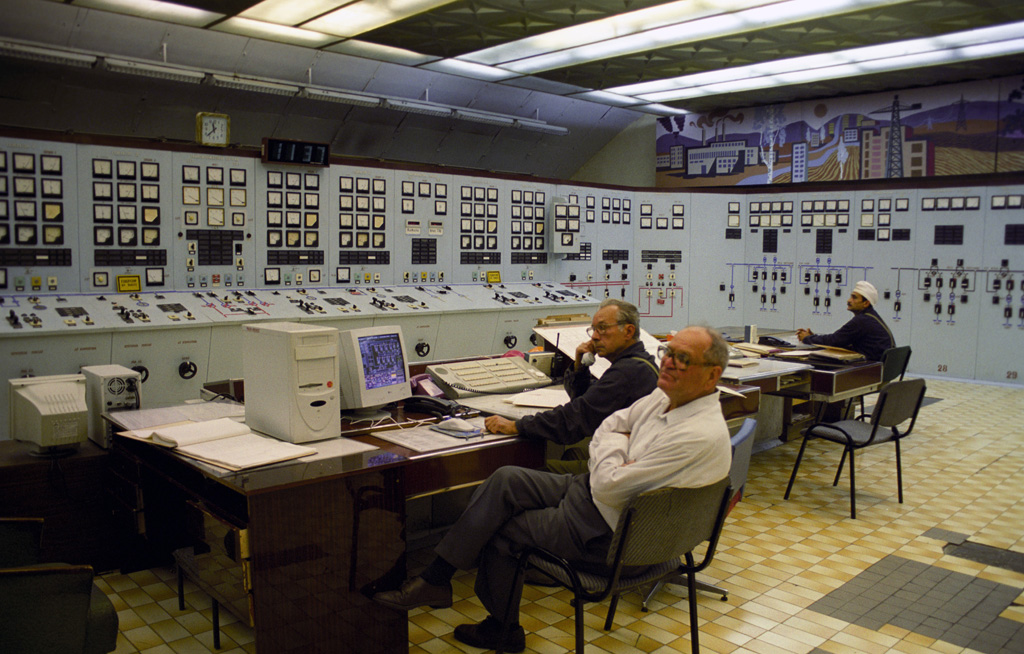
غرفة التحكم في مركز عملائي (MCC) في زيليزنوجورسك

تأسست شركة التعدين والكيماويات عام 1950 لإنتاج البلوتونيوم للأسلحة.  يقع في مدينة زيليزنوجورسك المغلقة ، كراسنويارسك كراي . والشركة حاليا جزء من مجموعة روساتوم . 
كان الموقع يحتوي على ثلاثة مفاعلات نووية تحت الأرض تستخدم مياه التبريد من نهر ينيسي : AD (1958)، ADE-1 (1961) وADE-2 (1965). تم إغلاق ADE-2 في عام 2010 وفقًا لاتفاقية إدارة البلوتونيوم والتخلص منه لعام 1997 ( [[{{{1}}}|{{{1}}}]] [[:en:{{{1}}}|[الإنجليزية]]] ) مع الولايات المتحدة. كما أنها توفر الحرارة والكهرباء للمنطقة، والتي كانت وظيفتها الرئيسية بعد عام 1993.  
يحتوي المجمع على منشأة تخزين مؤقتة .  هناك أيضا 60 طن/سنة من منشأة تصنيع وقود الأكسيد المختلط التجاري ( MFFF ).  وتوظف 7000 شخص. 
أكمل خط إنتاج MOX 10 دفعة بالكيلو جرام في سبتمبر 2014. 
يوجد بالمدينة متحف للتعدين والكيماويات.